# فاسيلي كاتشالوف
فاسيلي إيفانوفيتش كاتشالوف (بالروسية: Васи́лий Ива́нович Кача́лов) هو ممثل مسرحي روسي ثم سوفيتي ولد في 11 فبراير (30 يناير حسب التقويم القديم) 1875 وتوفي في 30 سبمتبر 1948.